# 惠食佳
惠食佳為中國大陸一間連鎖粵菜餐飲集團。

## 历史
於1992年創立，分店遍及廣州和上海，旗下廣州濱江分店獲《米其林指南》評級為星級餐廳。

## 外部連結
- 惠食佳網址 （页面存档备份，存于）